# Jules Mougin
Jules Mougin, né le 10 mars 1912 à Marchiennes (Nord), et mort le 6 novembre 2010 à Rognes (Bouches-du-Rhône), est un poète français prolétarien adepte de l'art Brut. En raison de sa profession de facteur des PTT, il est fréquemment appelé « facteur-poète » voire le facteur Jules Mougin.

## Biographie

### Le prolétaire postier
Issu d'un milieu ouvrier, son père travaillait en usine, sa mère fut femme de ménage, muni du Certificat d'études primaires Jules Mougin entre aux PTT à l'âge de 13 ans, comme "facteur télégraphiste" à Paris. Par concours il est ensuite nommé "agent-manipulant" et travaille au tri manuel des lettres dans un gros service de tri parisien (Paris XV). Au moment de sa titularisation, l'examen médical obligatoire révèle qu'il est tuberculeux. Il est âgé de 19 ans. Après une longue convalescence il réintègre le service postal en tant que facteur-receveur. D'abord nommé dans le département de Maine-et-Loire où il rencontre son épouse, il demande une affectation dans les Basses-Alpes, pour se rapprocher d'un auteur qu'il admire, Jean Giono. C'est ainsi qu'il devient facteur au village de Revest-des-Brousses de 1941 à 1959. Après un bref passage à Paris, il revient en Anjou, au bureau de Poste d'Écouflant, avant d'être admis à la retraite en 1977 date à laquelle il s’établit à Chemellier.

### Facteur-poète
Autodidacte, Jules Mougin fréquente à Paris, le Musée du soir, mis en route par l'écrivain Henry Poulaille, chef de file d'un courant littéraire qu'il initie Littérature prolétarienne. En 1945 la signature de Mougin apparaît dans la revue Maintenant, dirigée par Poulaille. Se revendiquant libertaire, antimilitariste, Jules Mougin n'est pourtant pas réductible au champ que recouvre la Littérature prolétarienne, particulièrement mis en avant par Michel Ragon, dans son Histoire de la littérature prolétarienne de langue française. Au delà de quelques pages de témoignage sur son métier de prolétaire postier, notamment de son expérience de trieur de lettres Mougin fait place à son imaginaire qu'il transcrit sur ce qu'il a à portée de main, tels le dos de papiers administratifs. En relation épistolaire avec Gaston Chaissac, ses poèmes s'intègrent aux supports, papiers et enveloppes, non sans rappeler l'art brut pratiqué par le peintre. De même l'immédiateté de son œuvre, née au cours de ses tournées de facteur, le rapproche de Facteur Cheval, bien qu'il se prétende « un petit garçon à côté de Cheval ». On peut aussi remarquer qu'il fait nombre parmi les écrivains des PTT.

### Vie privée et mort
Il meurt le 6 novembre 2010 à Rognes (Bouches-du-Rhône) à l'âge de 98 ans.
Ayant longtemps vécu à Chemellier, près de Doué-la-Fontaine, il a été inhumé aux Verchers-sur-Layon aux côtés de sa femme Jeanne Mougin.
Il eut un fils, Jean Mougin.

## Œuvres
- À la recherche du bonheur, éditions Debresse, 1934
- Usines, Le Sol clair, 1940 ; réédition Plein chant, 1987 (collection Voix d'en bas)
- Faubourgs, 1945, (compte d'auteur)
- Visage découvert, hors commerce, 1948.
- Pèlerine au vent, Éditions du Pluralisme, 1949.
- Le Saladier à la houppe, hors commerce, 1951.
- Poèmes, éditions Robert Morel
- 143 poèmes, Lettres et cartes postales, éditions Robert Morel, 1961
- La Grande Halourde, éditions Robert Morel, 1961
- Mal de cœur, éditions Robert Morel, 1962
- Le Comptable du ciel, éditions Harpo &, 2011. < (ISBN 978-2-913886-78-0)
- Chaissac-Mougin : une correspondance. Editions Travers-Philippe Marchal. 2012

## Catalogue d'exposition
- Jules Mougin, bien des choses du facteur : [catalogue] publié à l'occasion de l'exposition "Jules Mougin, la révolte du cœur", Médiathèque du Pontiffroy, Metz, 2 juillet-17 septembre 2005, 109 p.
- À l'initiative de son fils Jean Mougin souhaitant rendre hommage à son père, la dernière exposition Jules Mougin eut lieu à la Fondation Carzou à Manosque du 16 septembre au 16 octobre 2011.

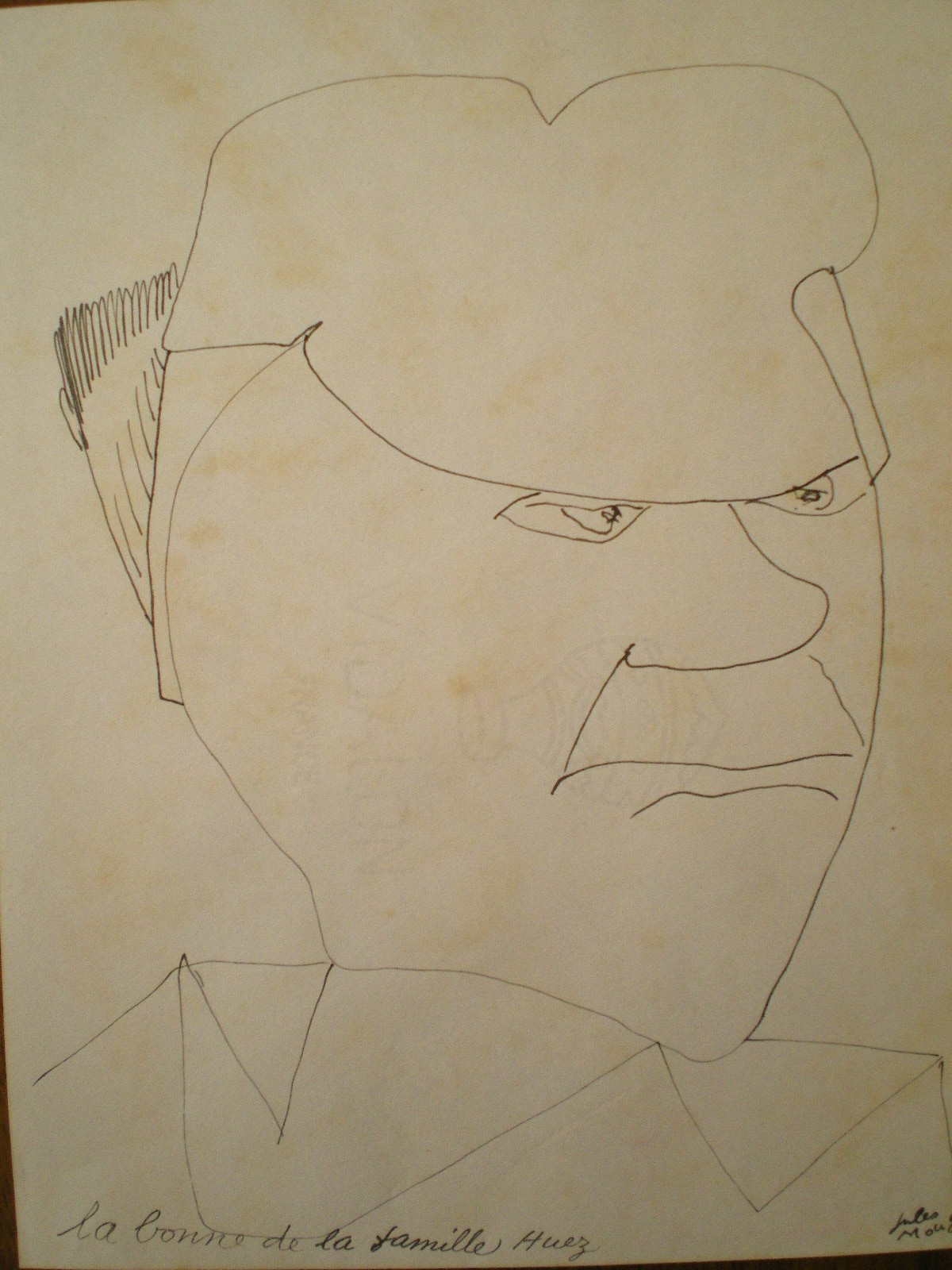
Encre de Chine
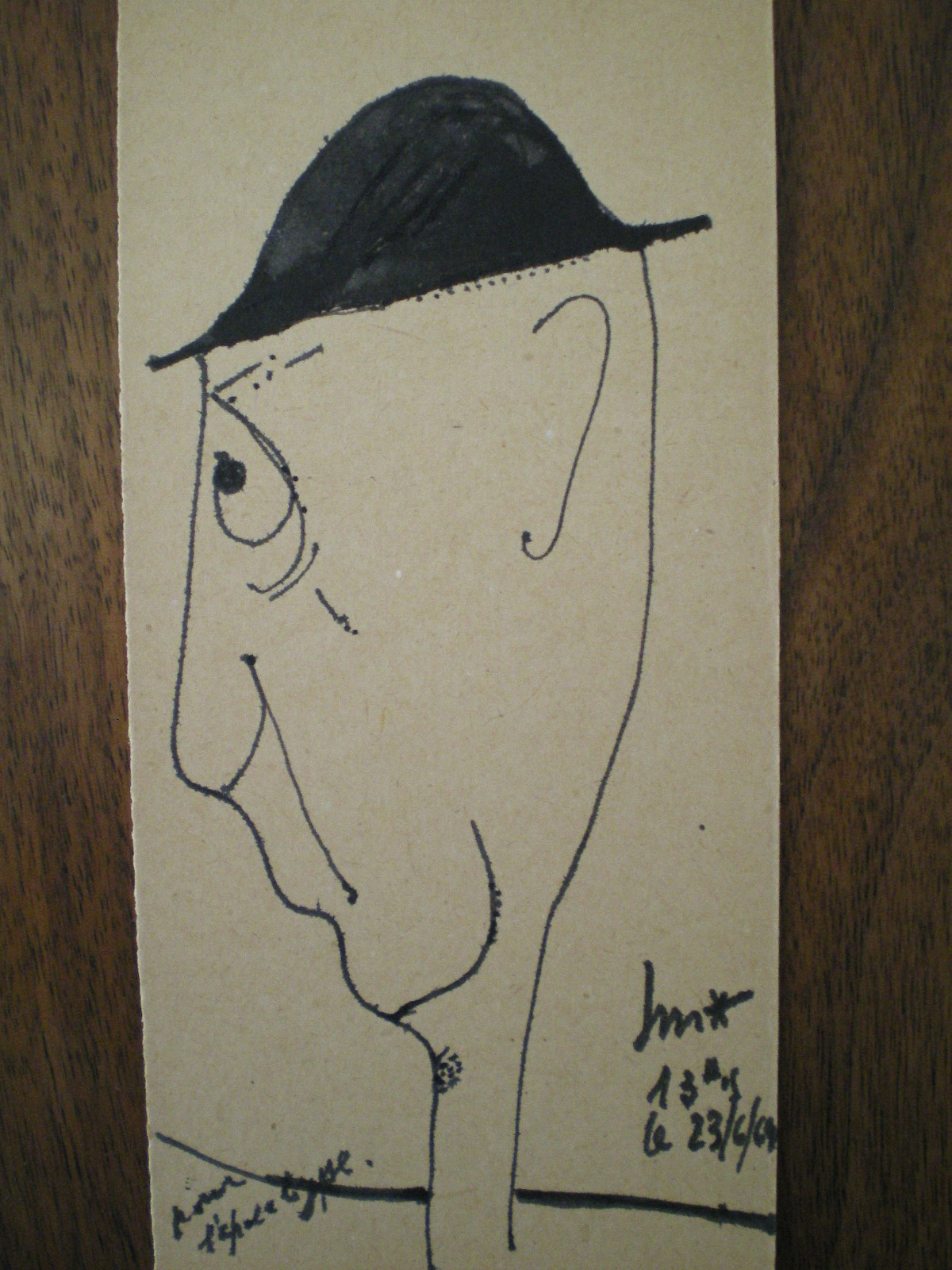
Encre de Chine
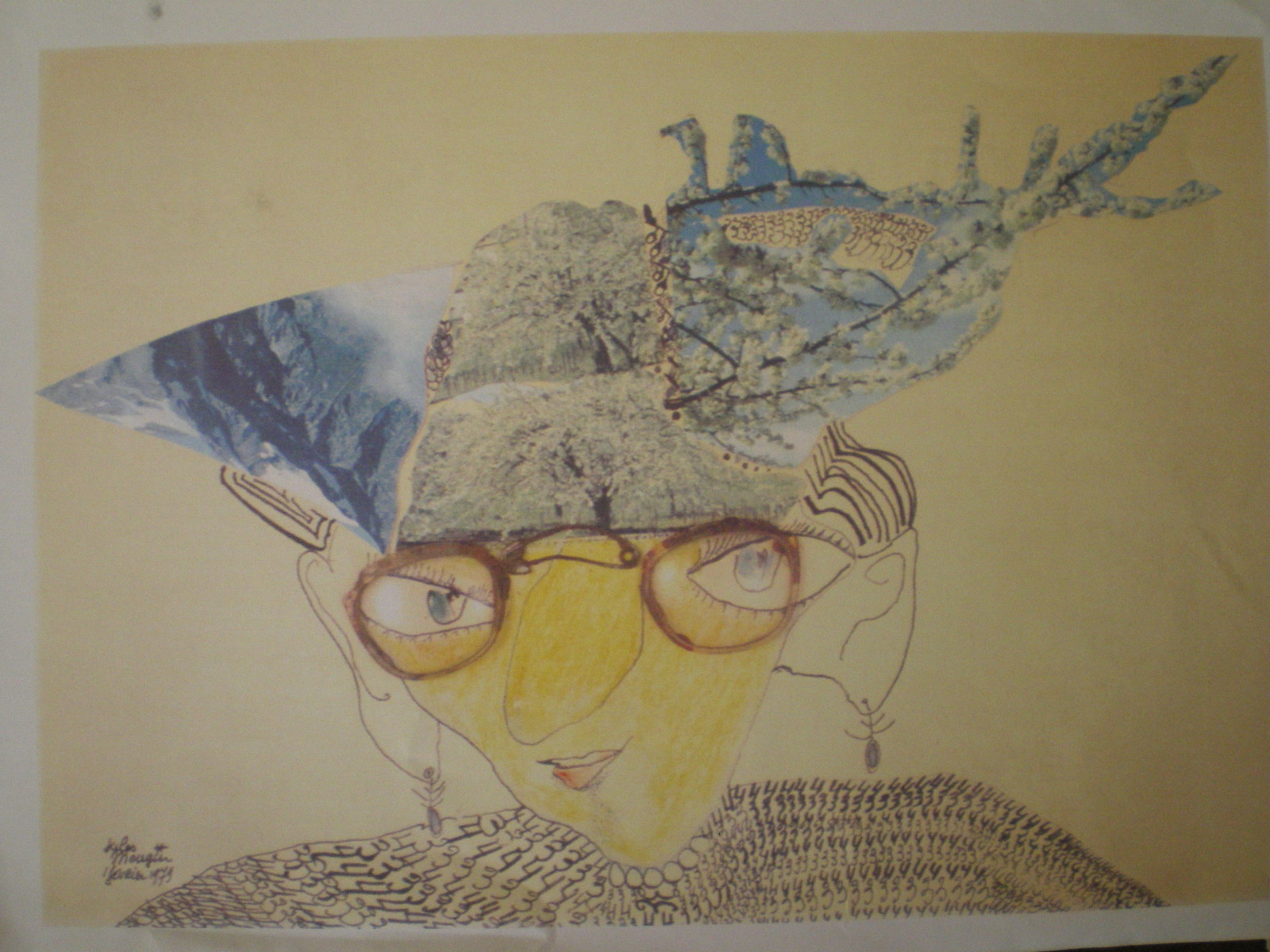
Encre de Chine, découpages, collages
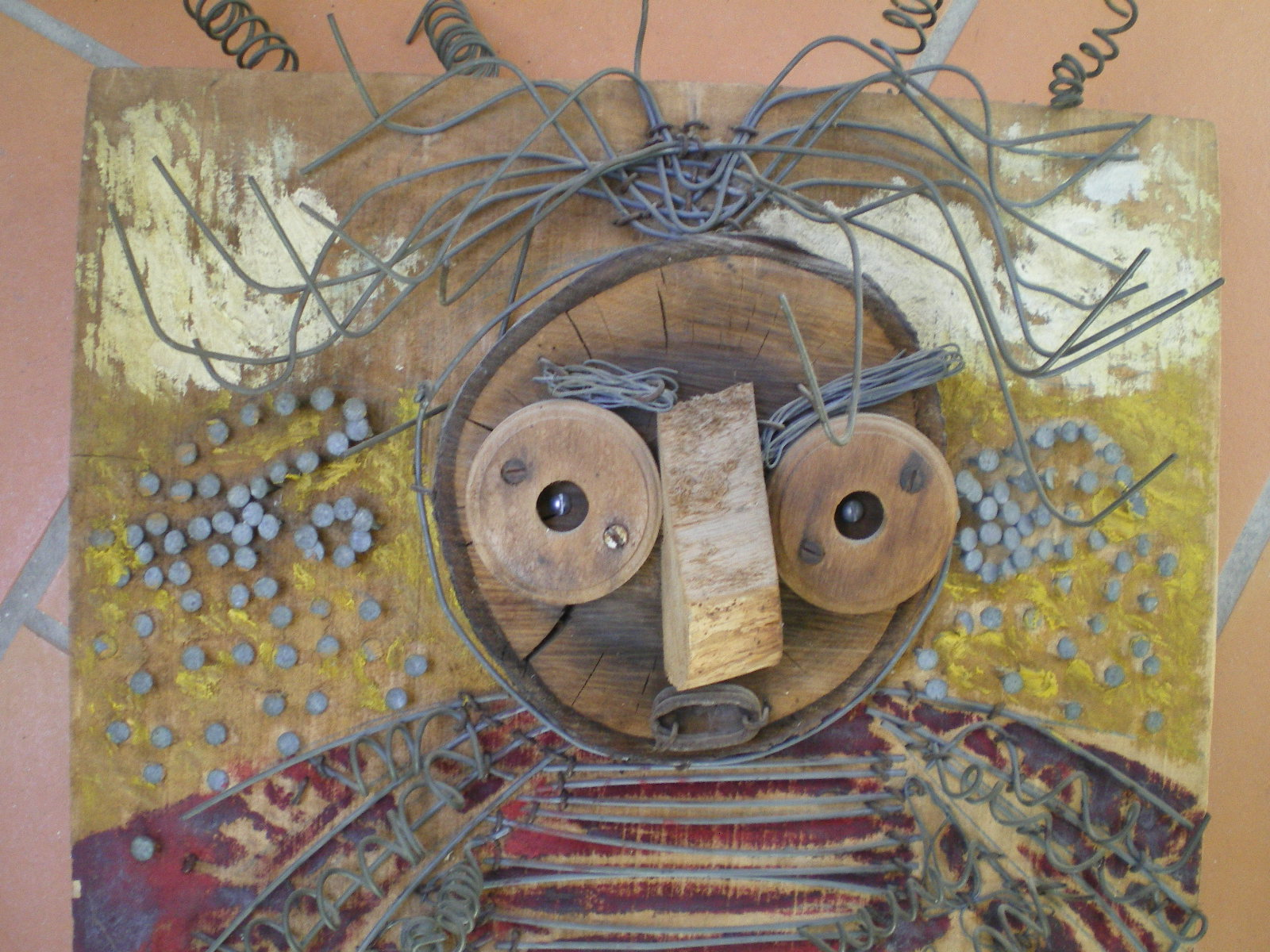
Bois, métal, couleur
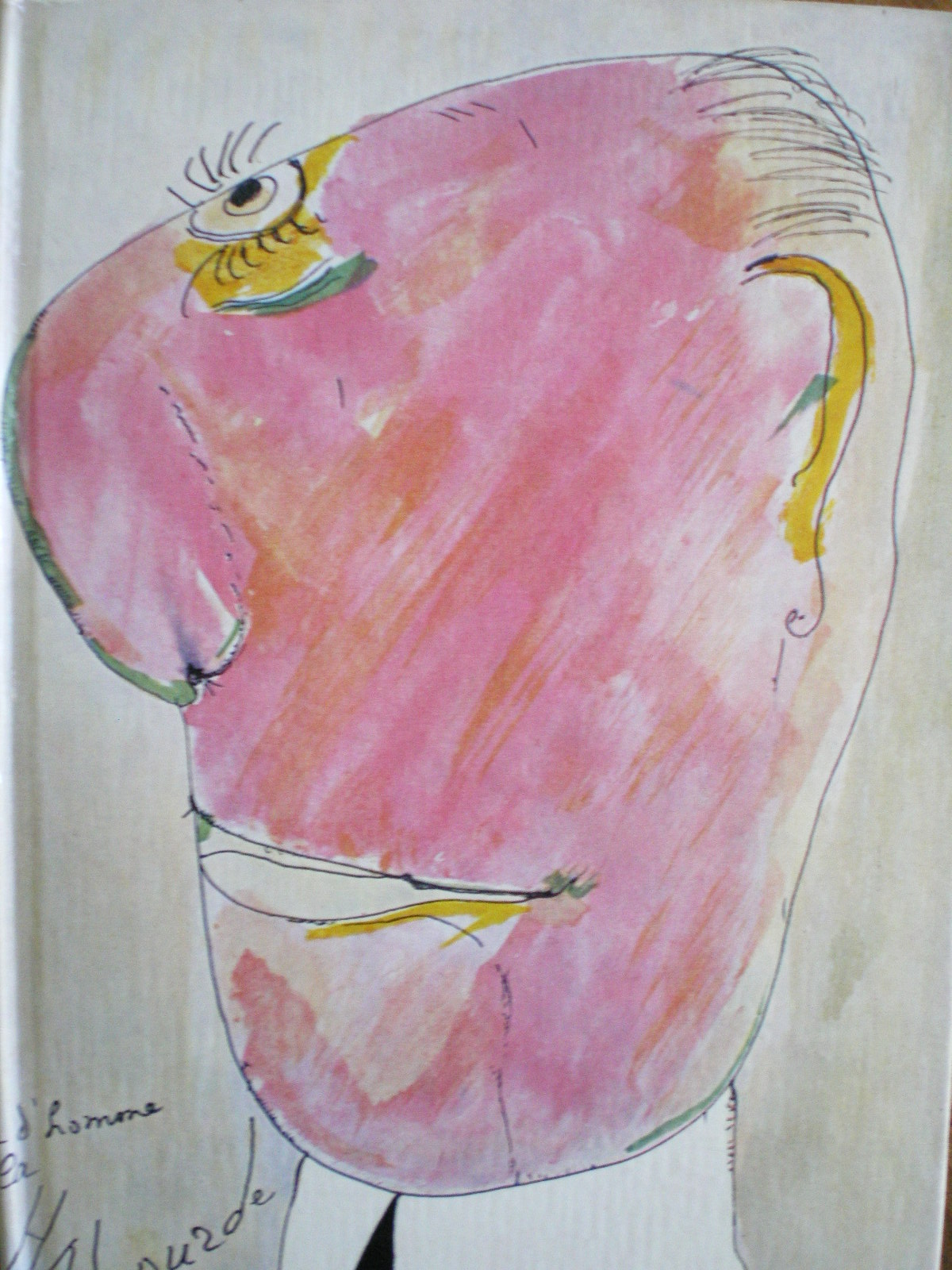
Dessin encre de Chine et couleur
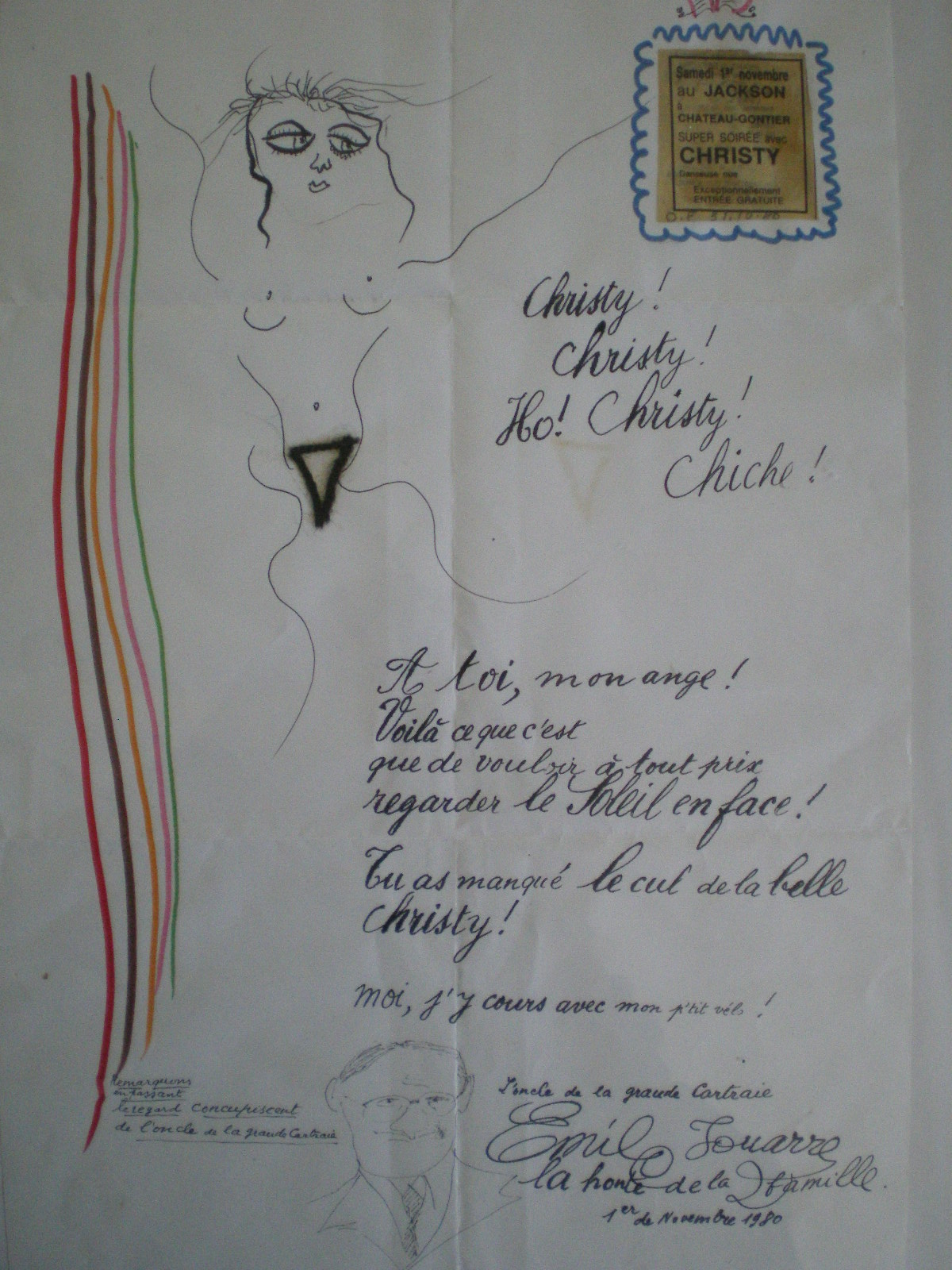
Lettre adressée à son petit fils
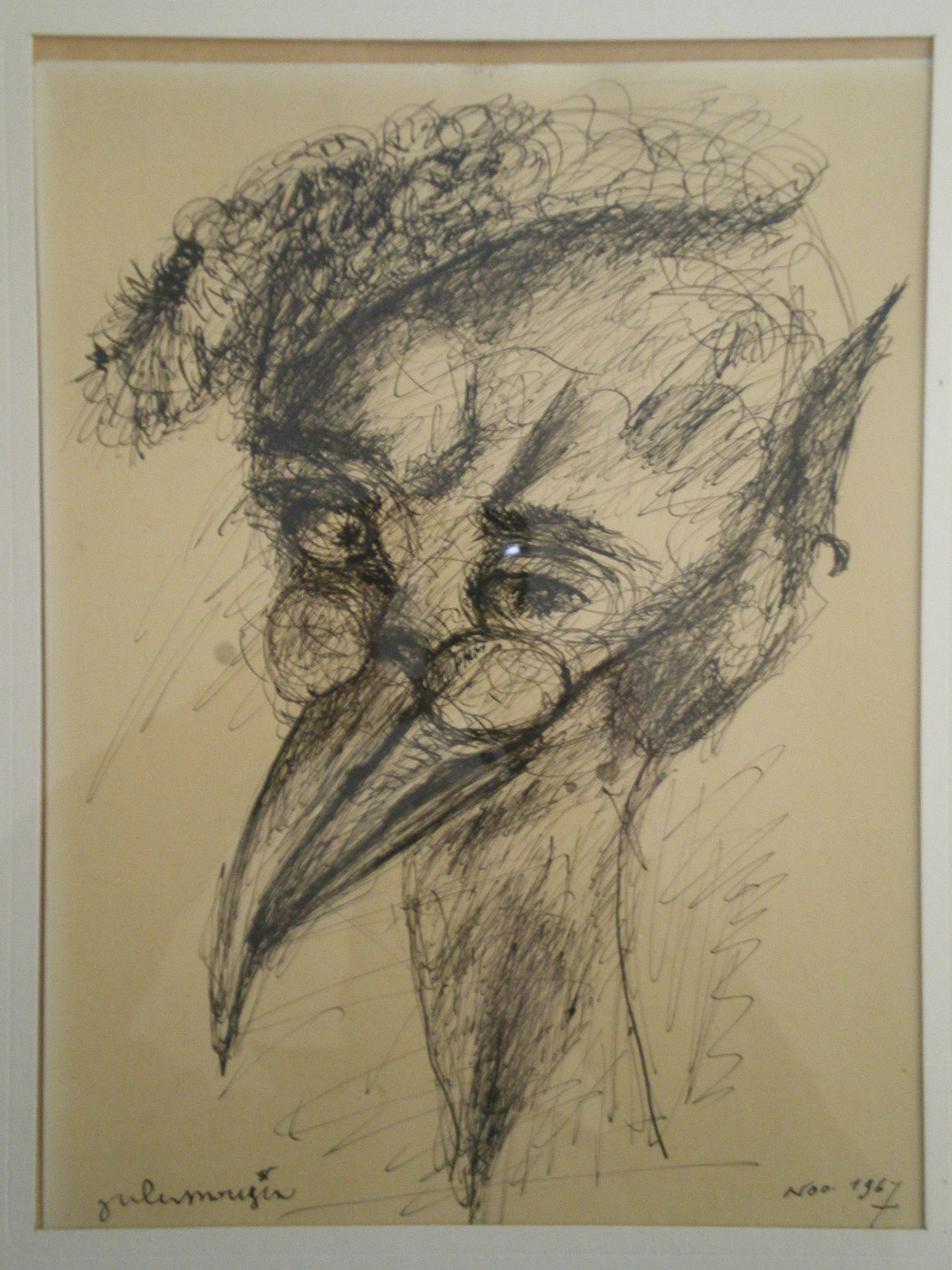
Dessin encre de Chine
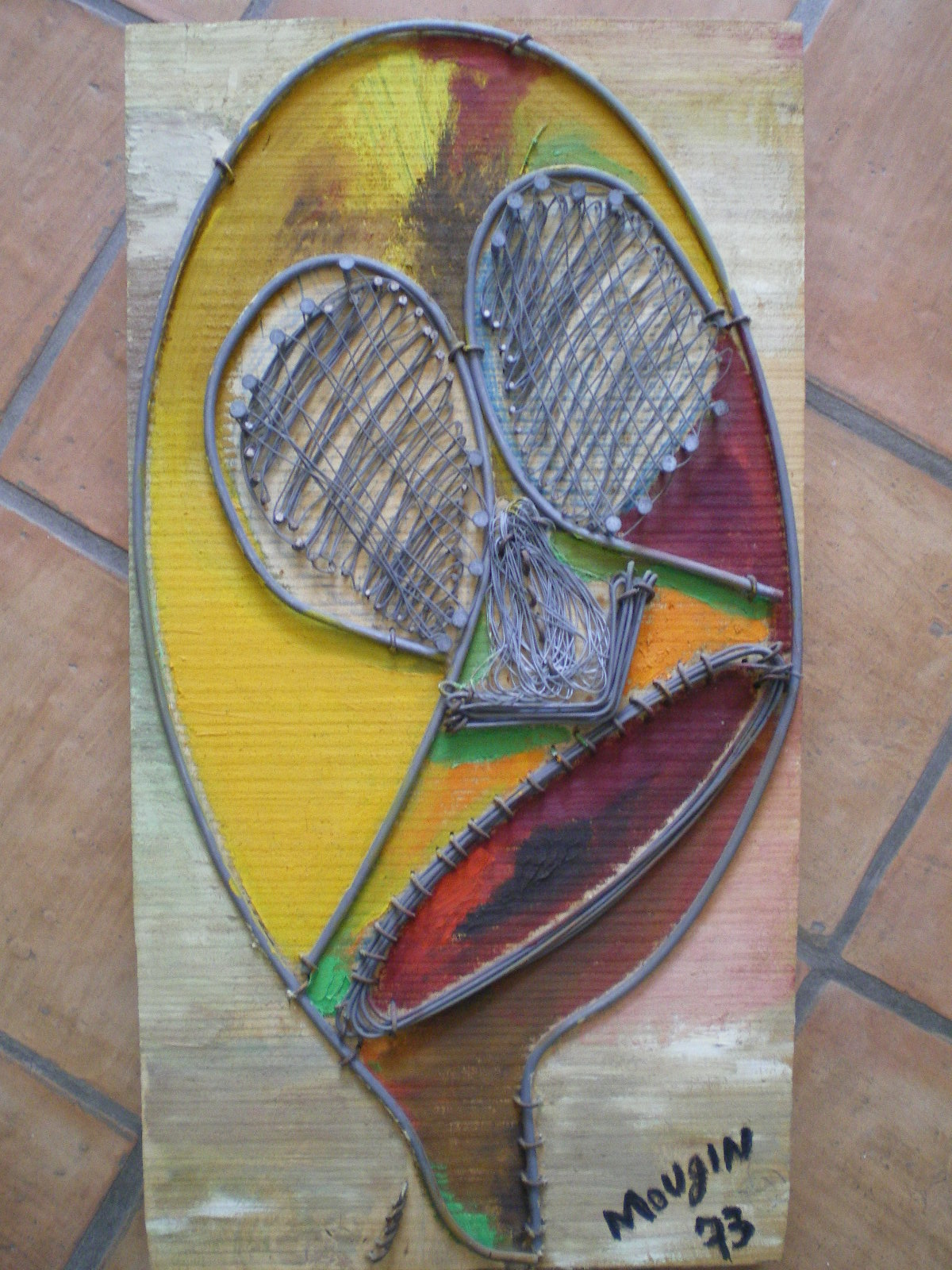
Bois, métal, couleur
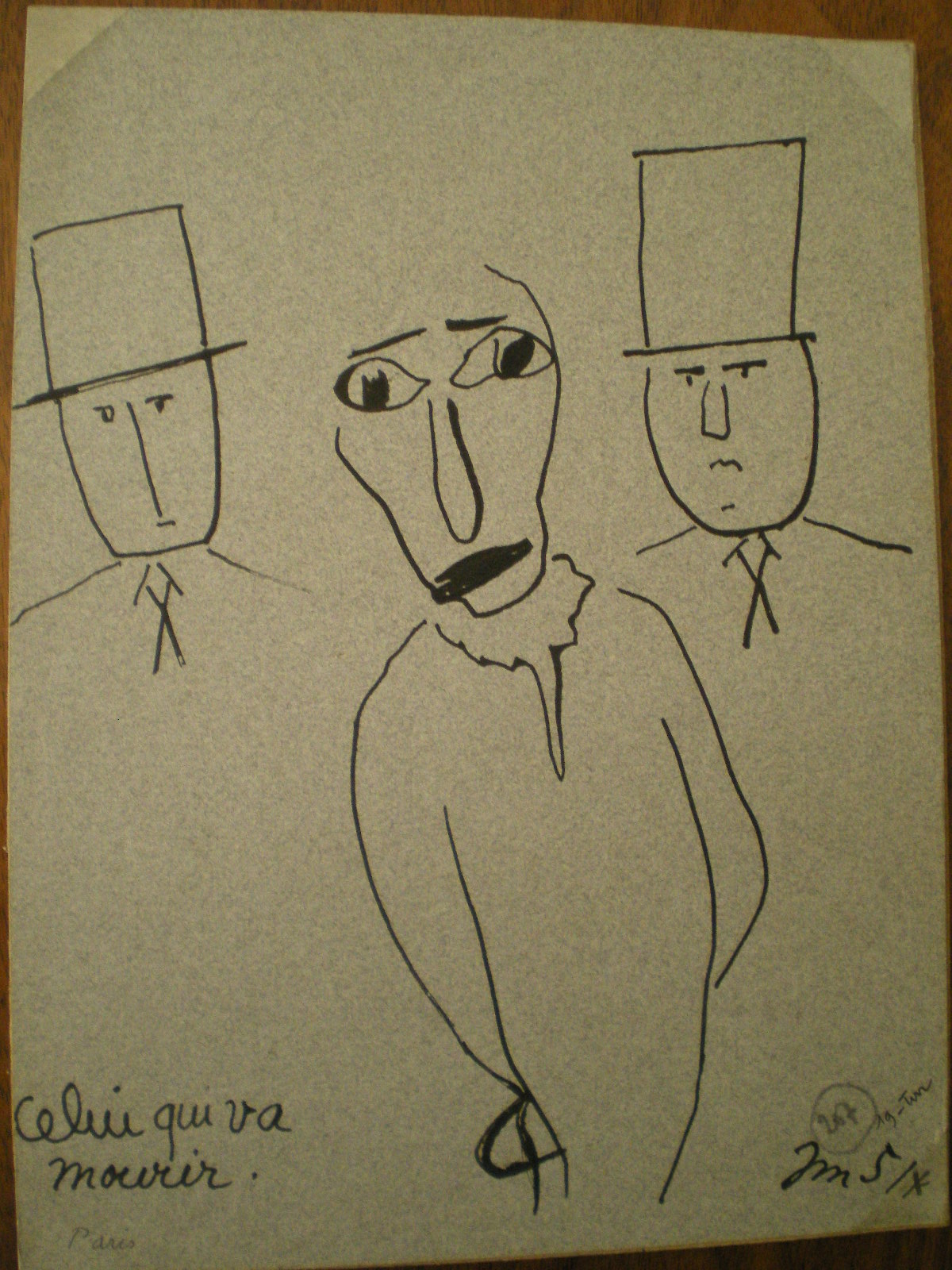
Dessin encre de Chine
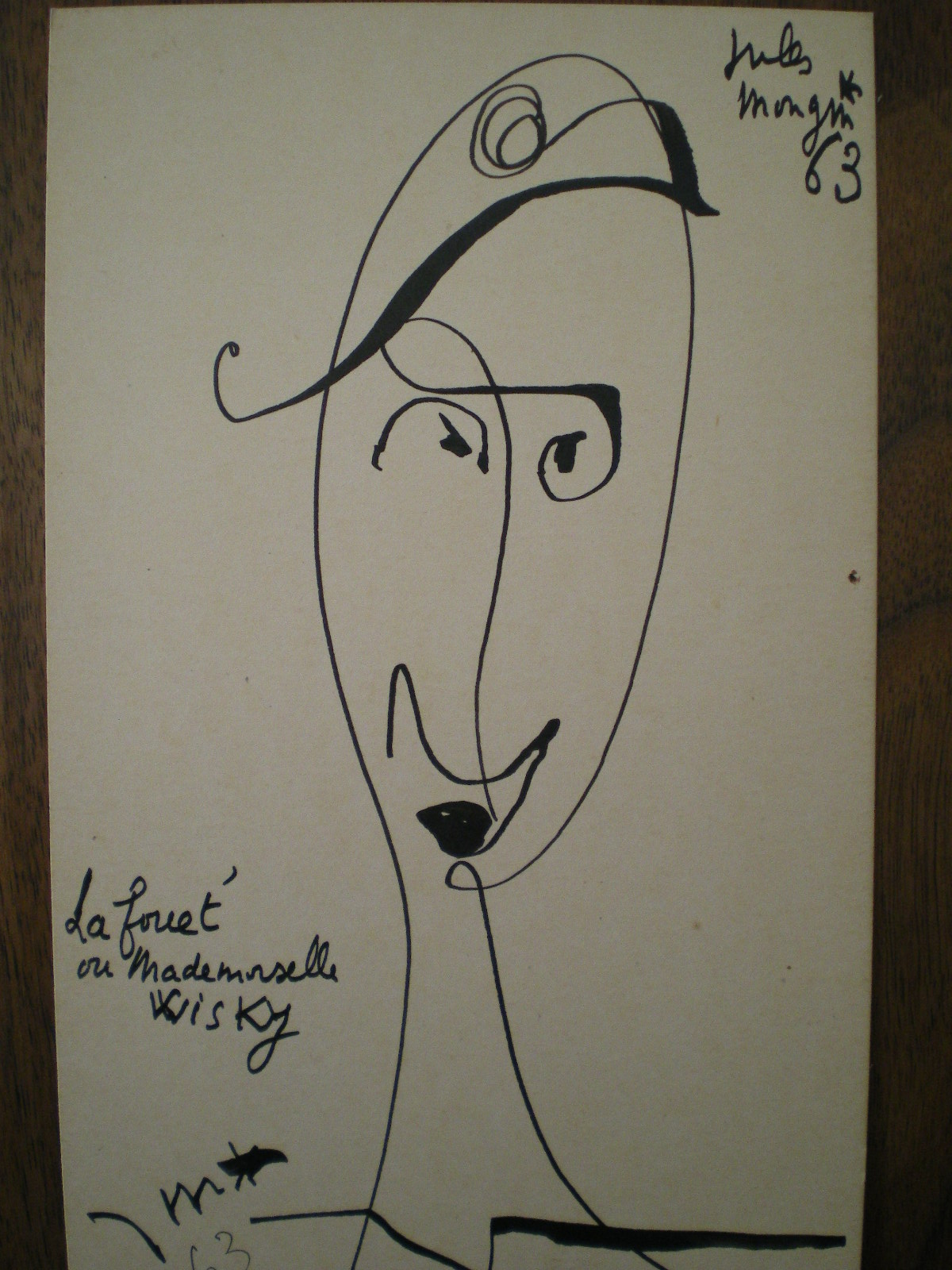
Dessin encre de Chine